# 사미자
사미자(史美子, 1940년 5월 9일 ~ )는 대한민국의 배우이자 성우이다. 본관은 청주이다.

## 학력
- 서울미동초등학교 졸업
- 이화여자고등학교 졸업

## 생애
1963년 DBS 공채 성우 1기(현재는 KBS 6기로 분류)로 데뷔하였고 1966년 TBC TV 드라마에 첫 출연하였다.

## 연기 활동

### 영화
- 1968년 《파문》
- 1969년 《상해 임시정부》
- 1969년 《이조 여인 잔혹사》
- 1969년 《떠나도 마음만은》
- 1969년 《렌의 연가》
- 1969년 《맹수》
- 1969년 《미녀 홍낭자》
- 1969년 《백장미》
- 1969년 《산에 가야 범을 잡지》
- 1969년 《상처》
- 1969년 《서울 야화》
- 1969년 《장한몽》
- 1969년 《재생》
- 1969년 《필살의 검》
- 1970년 《굿바이 동경》
- 1970년 《떠나야할 사람은》
- 1970년 《마의 침실》
- 1970년 《민비와 마검》
- 1970년 《원한의 팔도 사나이》
- 1970년 《천사의 눈물》
- 1970년 《태조 왕건》
- 1970년 《팔도 며느리》
- 1970년 《황금 70 홍콩작전》
- 1971년 《위자료》
- 1972년 《청춘교사》
- 1972년 《충녀》
- 1979년 《로맨스 그레이》
- 1984년 《여자가 두번 화장할 때》
- 1987년 《성춘향》

### 텔레비전 드라마
- 1970년 TBC 일일연속극 《아씨》
- 1971년 TBC 일일연속극 《알뜰부인 덜렁부인》 ... 덜렁부인 역
- 1979년 TBC 일일연속극 《야 곰례야》
- 1980년 TBC 주말연속극 《잃어버린 겨울》
- 1980년 TBC → KBS2 주말연속극 《축복》
- 1982년 KBS1 대하드라마 《풍운》... 박마르타 역
- 1983년 KBS1 특집드라마 《아버지》
- 1983년 KBS2 주간연속극 《백조부인》
- 1984년 KBS1 특집드라마 《함정》
- 1985년 KBS2 특집드라마 《방랑자》
- 1985년 KBS1 일일연속사극 《꽃반지》
- 1986년 KBS2 주말연속극 《그대의 초상》
- 1986년 KBS1 실화극장 《나타리아》
- 1986년 KBS1 특집드라마 《아리수별곡》
- 1987년 KBS1 아침드라마 《산유화》
- 1987년 KBS1 대하드라마 《토지》
- 1989년 KBS1 신년특집극 《찻잔속의 달》
- 1989년 KBS2 주말연속극 《사랑의 굴레》... 한정숙 여사 모 역
- 1991년 KBS2 신년특집극 《할머니의 바구니》
- 1991년 KBS2 수목드라마 《우리는 중산층》 ... 부녀회장 역
- 1991년 KBS1 추석특집극 《열녀, 지옥에 떨어지다》
- 1991년 KBS1 특집드라마 《내일은 봄》
- 1991년 MBC 아침드라마 《또 하나의 행복》
- 1991년 MBC 주말연속극 《사랑이 뭐길래》 ... 지은의 이모할머니 역
- 1991년 KBS1 연말특집극 《황혼에 피는 꽃》 ... 허씨 역
- 1991년 KBS2 수목드라마 《교토 25시》
- 1992년 KBS2 일일드라마 《해뜰날》 ... 고모할머니 역
- 1992년 KBS2 수목드라마 《백번 선본 여자》 ... 왕 여사 역
- 1992년 KBS1 6.25특집극 《시간과 눈물》
- 1992년 KBS1 성탄특집극 《겨울 무지개》
- 1992년 SBS 주말극장 《모래위의 욕망》
- 1993년 KBS1 신년특집극 《위스키와 돼지갈비》 ... 정례 역
- 1993년 KBS2 일요드라마 《합이 셋이오》
- 1993년 KBS2 수목드라마 《왕십리》 ... 춘천댁 역
- 1994년 KBS1 공사창립특집극 《겨울 도화리》
- 1994년 MBC 수목드라마 《아들의 여자》
- 1995년 MBC 아침드라마 《행복》
- 1995년 KBS2 주간연속극 《개성시대》
- 1995년 SBS 주간시트콤 《LA아리랑》
- 1995년 MBC 주말연속극 《아파트》 ... 김옥분 역
- 1995년 SBS 대하드라마 《장희빈》 ... 천 상궁 역
- 1996년 SBS 금요드라마 《엄마는 못말려》 ... 할머니 역
- 1996년 KBS2 일일드라마 《원지동 블루스》
- 1996년 SBS 아침연속극 《때로는 타인처럼》
- 1997년 SBS 월화드라마 《여자》 ... 인자 모 역
- 1997년 MBC 일일연속극 《욕망》
- 1997년 KBS 특집드라마 《상사와 아내》
- 1998년 MBC 일일연속극 《보고 또 보고》 ...박 교장 모친 역
- 1998년 MBC 아침드라마 《맏이》
- 1999년 MBC 주말연속극 《사랑해 당신을》 ... 윤 여사 역
- 2000년 MBC 주간시트콤 《깁스 가족》
- 2000년 SBS 월화드라마 《사랑의 전설》
- 2000년 MBC 일요아침드라마 《눈으로 말해요》
- 2000년 MBC 주말연속극 《사랑은 아무나 하나》
- 2001년 KBS2 아침드라마 《꽃밭에서》
- 2001년 SBS 부부시트콤 《허니허니》
- 2001년 SBS 드라마스페셜 《순자》 ... 장 여사 역
- 2001년 KBS2 아침드라마 《동서는 좋겠네》 ... 조성자 역
- 2001년 MBC 금요단막극 《우리집》 ... 할머니 역
- 2002년 SBS 아침연속극 《엄마의 노래》 ... 조순임 역
- 2002년 MBC 일일연속극 《인어 아가씨》 ... 금옥선 역
- 2004년 MBC 미니시리즈 《결혼하고 싶은 여자》 ... 정금순 역
- 2004년 MBC 일일연속극 《왕꽃 선녀님》 ... 한미녀 역
- 2006년 KBS1 단막극 《HD TV문학관 - 달의 제단》 ... 달실댁 역
- 2007년 KBS2 주말연속극 《행복한 여자》 ... 변영자 역
- 2007년 KBS2 아침드라마 《착한여자 백일홍》 ... 허문자 역
- 2007년 후난위성텔레비전 금응독파극장 《순백지련》
- 2007년 SBS 금요드라마 《아들찾아 삼만리》 ... 장석금 역
- 2008년 KBS1 일일연속극 《너는 내 운명》 ... 손풍금 역
- 2009년 SBS 주말극장 《천만번 사랑해》 ... 지옥선 역
- 2010년 KBS2 미니시리즈 《부자의 탄생》 ... 왕 회장 모친 역
- 2011년 SBS 주말극장 《내사랑 내곁에》 ... 사라 정 역
- 2011년 KBS1 일일연속극 《당신뿐이야》 ... 안소녀 역
- 2011년 채널A 미니시리즈 《총각네 야채가게》 ... 박순금 역
- 2012년 MBC 일일시트콤 《스탠바이》 ... 준금 시모 역
- 2012년 KBS1 일일연속극 《힘내요 미스터 김》 ... 오쌍심 역
- 2013년 SBS 아침연속극 《두 여자의 방》 ... 나해금 역
- 2014년 SBS 아침연속극 《나만의 당신》 ... 봉사받는 할머니 역
- 2014년 KBS1 일일연속극 《당신만이 내사랑》 ... 강부남 역
- 2016년 SBS 일일드라마 《당신은 선물》 ... 최강자 역
- 2024년 KBS2 일일드라마 《신데렐라 게임》 ... 심중례 역

## 연기 외 활동

### 텔레비전 프로그램
- 1990년~2009년 KBS 《가족오락관》 게스트 다수 출연
- 1993년~1997년 KBS2 《퍼즐특급열차》 게스트 다수 출연
- 1996년 KBS1 《TV는 사랑을 싣고》 게스트
- 1997년~1998년 KBS2 《퍼즐특급》 게스트 다수 출연
- 2013년 TV조선 《오냐오냐》
- 2013년 TV조선 《모녀기타》
- 2013년~2015년 MBN 《엄지의 제왕》
- 2013년~2014년 MBN 《인생고민해결SHOW 신세계》
- 2017년 MBC 《은밀하게 위대하게》
- 2017년 KBS2 《1 대 100》 482회 (2017.05.16)

### 광고
- 1978년 한일 스텐레스 김치독
- 1981년 상지식품 해바라기 햄 소시지
- 1984년 ~ 1992년 종근당 펜잘
- 1981년 ~ 1986년 코카콜라
- 1985년 ~ 1988년 CJ씨푸드 삼호어묵
- 1992년 동성보일러 D제로 보일러
- 1992년 크라운제과 카라멜콘과 땅콩 (전도연, 여운계와 함께 출연)
- 1995년 수산무역 로젤
- 1998년 SK케미칼 트라스트 (강부자와 함께 출연)
- 2001년 축협 라이스우유
- 2002년 롯데하이마트

### 공익캠페인
- 1999년 ~ 2001년 iTV 캠페인, MBC 캠페인 : 《국민연금관리공단》

## 수상 내역
- 1970년 백상예술대상 - 연극 부문 애독자 인기상
- 1970년 청룡영화상 - 여우 조연상
- 1970년 무등영화제 - 여우 조연상
- 1970년 TBC 연기대상 - 대상
- 1971년 백상예술대상 - 연극 부문 애독자 인기상
- 1971년 대종상 영화제 - 여우 조연상
- 1975년 TBC 연기대상 - 최우수 여자 연기상
- 1995년 저축의 날 대통령 표창
- 1998년 MBC 연기대상 - TV 부문 여자 우수상
- 2004년 MBC 연기대상 - 연기자 부문 특별상
- 2009년 건강보험료 성실 납부자 감사장
- 2010년 인물대상 - 대중문화대상
- 2014년 대한민국 대중문화예술상 - 대통령 표창

## 같이 보기
- 민욱
- 양택조